# Corbara (Salerno)
Corbara é uma comuna italiana da região da Campania, província de Salerno, com cerca de 2534 habitantes. Estende-se por uma área de 6,66 km², tendo uma densidade populacional de 370,3 hab/km². Faz fronteira com Angri, Lettere (NA), Sant'Egidio del Monte Albino, Tramonti.

## Demografia
| Variação demográfica do município entre 1861 e 2011                               |
|                                                                                   |
| Fonte: Istituto Nazionale di Statistica (ISTAT) - Elaboração gráfica da Wikipedia |